# Van der Waals-kræfter
I molekylær fysik er van der Waals-kræfter, opkaldt efter den hollandske fysiker Johannes Diderik van der Waals, en afstandsafhængig interaktion mellem atomer eller molekyler. Til forskel fra ion- eller kovalente bindinger er tiltrækningen ikke et resultat af en kemisk elektronisk binding; de er derimod relativt svage og nemme at påvirke. Van der Waals-kræfter forsvinder hurtigt, når afstanden mellem molekylerne bliver større.
Van der Waals-kræfter spiller en vigtig rolle i en række områder som supramolekulær kemi, strukturel biologi, polymervidenskab, nanoteknologi, overfladevidenskab og kondenserede stoffers fysik. Det er også en underliggende kraft inden for mange egenskaber af organiske forbindelser og faste stoffer, inklusive deres opløselighed og polaritet.
Hvis der ikke er andre kræfter til stede, så kaldes afstanden mellem atomer, hvor kræfterne bliver frastødende i stedet for tiltrækkende, kaldt van der Waals kontaktafstand; dette fænomen er et resultat af gensidig frastødelse mellem atomernes elektronskyer. Van der Waals-kræfter har samme oprindelse som Casimir-effekten, der stammer fra kvanteinteraktioner med nulpunkts-feltet.